# のってシーベンチャー
『のってシーベンチャー』は、1980年4月12日から同年6月28日までテレビ朝日系列で放送されていたバラエティ番組である。全12回。朝日放送とイーストの共同製作。日本水産（現：ニッスイ）の一社提供。放送時間は毎週土曜 19時00分 - 19時30分（日本標準時）。

## 概要
タモリにとっては、自身がMCを担当した唯一の朝日放送制作の番組でもある。船長役のタモリを中心とする内容の番組。世界各国の様々な名物が紹介された。「シーベンチャー」は当時の日本水産のキャンペーンキャッチフレーズである「新しい目で海を見る。シーベンチャー。」にちなんだものである。
オープニングテーマはアリスの矢沢透が担当。エンディングテーマは毎週実川俊晴によって書き下ろされた。
タモリと明石家さんまが初共演した番組でもある。

## 出演者
- タモリ
- 名取裕子
- 沢田和美
- アルフィー
- 矢沢透
- 柄本明
- 斎藤晴彦
- 松金よね子
- 赤塚不二夫（第6回のゲスト）
- 明石家さんま(第10回のゲスト)

## 放送リスト
| 回 | 放送日 （1980年） | サブタイトル                 |
| -- | ----------------- | ---------------------------- |
| 1  | 4月12日           | タモリ丸出航!                |
| 2  | 4月19日           | タモリ卒倒エーゲ海           |
| 3  | 4月26日           | タモリ丸ベニスの怪           |
| 4  | 5月3日            | タモリ・イタリア・ハナモゲラ |
| 5  | 5月10日           | 翔んでるニュース             |
| 6  | 5月17日           | ニャロメおじさん             |
| 7  | 5月24日           | 危機一発!                    |
| 8  | 5月31日           | タモリ大脱線!                |
| 9  | 6月7日            | タモリのチャンネル大混戦!?   |
| 10 | 6月14日           | タモリの大推理!?             |
| 11 | 6月21日           | タモリのカリブ大変           |
| 12 | 6月28日           | さらばタモリ丸               |

参考：『読売新聞縮刷版』読売新聞社、1980年4月12日 - 同年6月28日付のラジオ・テレビ欄。
オープニングでは出演者（主にアルフィーと名取と沢田）が「この番組の提供は、新しい目で海を見る。日本水産が、“のって”お送り致します!」という提供コールがなされ、エンディングではホワイトバックに「新しい目で海を見る。シーベンチャー。日本水産」というテロップとアナウンサーによる提供読みの後に、ブルーバックに白抜きで「のってシーベンチャー また来週（最終回では「おわり」）」と表示されていた。

## スタッフ
- 構成：アイランズ（高平哲郎、加藤直、谷口秀一）
- 音楽：実川俊晴[1]
- 技術：塚越捷
- カメラ：山内和明
- 照明：横路和幸
- 音声：渡辺利実
- 効果：大野友造
- 美術デザイン：椎葉禎介
- 美術制作：安川毅
- メイクヘアー：ユミ・ビュアクス
- 編集：杉本昌典
- 演出補：壁谷政彦
- 料理監修：渡辺香春子
- 人形：岡崎事務所
- イラスト：川島治之
- 制作協力：東通
- プロデューサー：村澤禎彦（朝日放送）、道祖尾典章（イースト）
- 演出：濱しんぎ
- 製作：朝日放送、イースト